# 坂詰貴之
坂詰 貴之（さかづめ たかゆき、1972年9月3日 - ）は、日本の俳優、声優。アクセント所属。

## 略歴
千葉県松戸市出身。千葉商科大学付属高等学校、千葉商科大学卒業。
子役出身で、3歳の頃に突然「三味線が習いたい」と言い出したことで、そのきっかけになればとして母親が劇団ひまわりに入団させた。その後砂岡事務所、ぷろだくしょんバオバブを経て、2011年8月からアクセントに所属。

## 人物
主に吹き替えでの活動が多く、特にジョン・バーンサルの吹き替えを担当している。趣味はウォーキング。　

## 出演
太字はメインキャラクター。

### テレビアニメ
2003年
- カレイドスター（ミュート）

2004年
- 焼きたて!!ジャぱん（諏訪原戒）

2005年
- BLOOD+（カトウ）

2006年
- 夢使い（社員）

2007年
- アイドルマスター XENOGLOSSIA（アナウンス）

2009年
- 咲-Saki-（客）

2011年
- 名探偵コナン（2011年 - 2018年、刑事、水町智章、八尾公一）

2016年
- 機動戦士ガンダムUC RE:0096（港湾アナウンス、ベッソン）

2017年
- 将国のアルタイル（ハスラー）

2018年
- 銀の墓守り（アスラン）
- フルメタル・パニック! Invisible Victory（警官B、警官A）

2019年
- どろろ（サブ）
- ルパン三世 プリズン・オブ・ザ・パスト（スカラトス）

2020年
- 啄木鳥探偵處（美濃屋）

2021年
- 憂国のモリアーティ（スターリッジ）

2022年
- キングダム（嫪毐）

2023年
- ジョジョの奇妙な冒険 ストーンオーシャン（ゴッホ）
- THE MARGINAL SERVICE（ベネット）
- BIRDIE WING -Golf Girls' Story-（ミハエル・バートン）
- ひろがるスカイ!プリキュア（2023年 - 2024年、アリリ副隊長）
- AIの遺電子（クレーマーB）
- ビックリメン（フッドの父）

2024年
- 出来損ないと呼ばれた元英雄は、実家から追放されたので好き勝手に生きることにした（赤龍王）
- THE NEW GATE（バレン・ラクト）

### 劇場アニメ
- 名探偵コナン 緋色の弾丸（2021年、車掌）

### OVA
- 機動戦士ガンダムUC（2010年、ベッソン[8]）

### ゲーム
- ソニック・ザ・ヘッジホッグ（2006年、メフィレス） ※Xbox 360、PS3、セガ
- CRYSIS（2007年、兵士） ※Win、エレクトロニック・アーツ
- クロスエッジ（2008年、ジューダス） ※Xbox 360、PS3、コンパイルハート
- トリックロジック（2010年、父） ※PSP、SCE
- アサシン クリード シンジケート（2015年、マックスウェル・ロス）※PS4、Xbox One、Win、Ubisoft
- ゴーストリコン ワイルドランズ (2019年、コール・D・ウォーカー 〈ジョン・バーンサル〉) ※PS4、Xbox One、Win、Ubisoft
- ゴーストリコン ブレイクポイント (2019年、コール・D・ウォーカー〈ジョン・バーンサル〉)  ※PS4、Xbox One、Win、Ubisoft
- アーマード・コアVI ファイアーズオブルビコン（2023年、ハンドラー・ウォルター）
- ソニック × シャドウ ジェネレーションズ（2024年、メフィレス） ※Nintendo Switch、PS4、Xbox One、セガ

### ラジオドラマ
- VOMIC バクマン。（川口たろう）

### 吹き替え

#### 担当俳優
ジョエル・エドガートン
- ある少年の告白（ヴィクター・サイクス）
- キング・アーサー（ガウェイン）
- ティモシーの小さな奇跡（ジム・グリーン）

ジョン・バーンサル
- アンブレイカブル・キミー・シュミット（イラン）
- ウォーキング・デッド（シェーン・ウォルシュ）
- スウィート・ヘル（サム・ロッシ）
- フォードvsフェラーリ（リー・アイアコッカ）
- フューリー（グレイディ・“クーンアス”・トラビス）
- ブラッド・スローン（ショットガン）
- ベイビー・ドライバー（グリフ）
- ボーダーライン（テッド）
- Marvel デアデビル シーズン2（フランク・キャッスル / パニッシャー）
- Marvel パニッシャー（フランク・キャッスル / パニッシャー）
- モンタナの目撃者（イーサン）
- 消えない罪（ブレイク)
- デアデビル: ボーン・アゲイン（フランク・キャッスル / パニッシャー)

#### 映画（吹き替え）
- アイドル・ハンズ（アントン〈デヴォン・サワ〉）
- アウェイク（ジャック・ハーパー医師〈テレンス・ハワード〉）
- アオラレ（トム・クーパー〈ラッセル・クロウ〉）
- アシュラ（ト・チャンハク〈チョン・マンシク〉）
- アメリカン・パイ in ハレンチ・マラソン大会（ライアン〈ロス・トーマス〉）
- アメリカン・ハッスル（カーマイン・ポリート〈ジェレミー・レナー〉）
- アルビン2 シマリス3兄弟 vs. 3姉妹
- アルファ・ドッグ 破滅へのカウントダウン（エルビス・シュミット〈ショーン・ハトシー〉）
- IT/イット THE END “それ”が見えたら、終わり。（ヘンリー・バワーズ〈ティーチ・グラント〉[11]）
- イングリッシュ・ペイシェント（キップ〈ナヴィーン・アンドリュース〉）※Netflix版
- 陰謀の街 ワンダー（ルイス・サンティアゴ保安官〈レイモンド・クルス〉[12]）
- ウインドトーカーズ（ベン・ヤージ〈アダム・ビーチ〉）※テレビ朝日版
- ウォークラフト（レイン王〈ドミニク・クーパー〉）
- エアポート ユナイテッド93 （マーク・ビンガム〈タイ・オルソン〉）
- エクス・マキナ（ネイサン・ベイトマン〈オスカー・アイザック〉）
- キャビン・フィーバー（バート）
- キャプテン・フィリップス（シェーン・マーフィー〈マイケル・チャーナス〉）
- 黒の怨（カイル〈チェイニー・クレイ〉）
- 刑事ジョン・ルーサー: フォールン・サン（ジョン・ルーサー〈イドリス・エルバ〉）
- 恋するベーカリー（ハーレイ〈ジョン・クラシンスキー〉）
- ゴースト・イン・ザ・シェル（リー〈ダニエル・ヘンシャル〉）
- （500）日のサマー（ポール〈マシュー・グレイ・ギュブラー〉）
- コンフィデンスマン/ある詐欺師の男（イーサン〈ルーク・カービー〉）
- サイン（メリル〈ホアキン・フェニックス〉）※フジテレビ版
- サンクタム（J.D.〈クリストファー・ベイカー〉）
- 幸せのポートレート（ベン・ストーン〈ルーク・ウィルソン〉）
- 実験室KR-13（ポール・ブロディ〈ニック・キャノン〉）
- ジュラシック・ワールド（タカシ・ハマダ〈ブライアン・ティー〉）※日本テレビ版
- ジョン・カーター（カントス・カン〈ジェームズ・ピュアフォイ〉）
- 人生スイッチ（シモン〈リカルド・ダリン〉）
- スーパーマン（若き日のクラーク・ケント〈ジェフ・イースト〉）※テレビ朝日2006年版
- スズメバチ（サンティノ〈ブノワ・マジメル〉）※DVD・ビデオ版
- スターシップ・トゥルーパーズ ※ソフト版
- STEP-UP ステップ・アップ（タイラー・ゲージ〈チャニング・テイタム〉）
- 戦場のレクイエム（チャオ・アルドゥ〈ダン・チャオ〉）
- ダーク・ハーヴェスト（リックス〈ルーク・カービー〉）
- だれもがクジラを愛してる。（アダム・カールソン〈ジョン・クラシンスキー〉）
- D-WARS ディー・ウォーズ（イーサン・ケンドリック〈ジェイソン・ベア〉）
- デイ・アフター・トゥモロー（J.D.〈オースティン・ニコルズ〉）※ソフト版
- テキサス・チェーンソー（モーガン〈ジョナサン・タッカー〉）
- トゥームストーン/オーバーキル（ゴールズワーシー〈ディーン・マクダーモット〉）
- トゥームレイダー2（コーサ〈ジャイモン・フンスー〉）※テレビ朝日版
- トップガン（リック・ニーヴン / ハリウッド〈ウィップ・ヒューブリー〉）※テレビ東京版
- ドリヴン（メモ・モレノ〈クリスチャン・デ・ラ・フエンテ〉）※テレビ東京版
- トリプルX（トビー・リー・シェーバース〈ミヒャエル・ルーフ〉、ジム・マクグラス〈トーマス・イアン・グリフィス〉）※テレビ朝日版
- トワイライト〜初恋〜（サム・ウーレイ〈チャスク・スペンサー〉）※日本テレビ版
- ネバー・サレンダーシリーズ（ジャック・カーター〈マイク“ザ・ミズ”ミザニン〉）
  - ネバー・サレンダー 肉弾無双
  - ネバー・サレンダー 肉弾烈戦
  - ネバー・サレンダー 肉弾乱撃
- バード・ボックス（チャーリー〈リル・レル・ハウリー〉）
- ハート・ロッカー（J・T・サンボーン三等軍曹〈アンソニー・マッキー〉）
- ハイスクール・ウルフ（トミー・ドーキンス〈ブランドン・クイン〉）
- バック・トゥ・ザ・フューチャー PART2（イトー・フジツー〈ジェームズ・イシダ〉）※BSジャパン版
- パラサイト・バイティング 食人草（エリック〈ショーン・アシュモア〉）
- ハリー・ポッターと炎のゴブレット（ビクトール・クラム〈スタニスラフ・アイエネフスキー〉[13]）
- ハント（パク・ピョンホ〈イ・ジョンジェ 〉[14]）
- ファースト・マン（エド・ホワイト〈ジェイソン・クラーク〉）
- ファイナル・デス・ゲーム（ジェイソン〈マイク・ヴォーゲル〉）
- ファイヤーウォール（ウィリー） ※テレビ朝日版
- フィフス・エステート/世界から狙われた男（マーカス〈モーリッツ・ブライプトロイ〉）
- ブラック・クランズマン（フィリップ・“フリップ”・ジマーマン〈アダム・ドライバー〉）
- フリーダム・ライターズ（アンドレ）
- プリズナーズ（フランクリン・バーチ〈テレンス・ハワード〉）※ソフト版
- HELL（トム〈スティペ・エルツェッグ〉）
- ポセイドン（クリスチャン〈マイク・ヴォーゲル〉）
- マーサ、あるいはマーシー・メイ（テッド〈ヒュー・ダンシー〉）
- M:i:III（デクラン〈ジョナサン・リース＝マイヤーズ〉）※フジテレビ版
- ミラーズ2（マックス・マシスン〈ニック・スタール〉）
- ラスト サムライ（信忠）[15]）※テレビ朝日版
- ラスベガスをぶっつぶせ（ジミー・フィッシャー〈ジェイコブ・ピッツ〉）
- レイクビュー・テラス 危険な隣人（ハビエル・ヴィラリアル〈ジェイ・ヘルナンデス〉）
- REC/レック2（ロッソ）
- レベル・サーティーン（プチット〈クリサダ・スコソル・クラップ〉）
- 連理の枝（ギョンミン〈チェ・ソングク〉）
- ROCKER 40歳のロック☆デビュー（カーティス〈テディ・ガイガー〉）
- ロックアウト（ホック〈ジャッキー・イド〉）
- ロッジ LODGE（ジャック〈ブライアン・オースティン・グリーン〉）
- ワールド・フォー・スピード（ジョナ・マドックス〈ドミニク・デボア〉）
- ワイルド・スピード/ジェットブレイク（ジャック・トレット〈J・D・パルド〉[16]）
- ワンダー・ボーイズ（ジェームズ・リア〈トビー・マグワイア〉）

#### ドラマ
- 赤と黒（ジュリアン・ソレル〈キム・ロッシ・スチュアート〉）
- EXPO－爆発物処理班－(ナトキンス<エイドリアン・レスター>)(WOWOWO)
- ER緊急救命室
  - シーズン10 #213（ツェン〈ジェイミソン・ヤン〉）
  - シーズン11 #233（CJ〈エドウィン・モロー〉）
  - シーズン13 #274（ウィリス・ペイトン〈ショーン・ハトシー〉）
  - シーズン14 #295（ベバン・ウォン〈ジャック・ヤン〉）
  - シーズン15 #321（ニック・バスケツ〈マックス・アルシニエガ〉）
- イカゲーム（ソン・ギフン〈イ・ジョンジェ〉[17]）
- NCIS: ニューオーリンズ シーズン1 #14（アレック・ノリス〈スコット・マイケル・キャンベル〉）
- NCIS 〜ネイビー犯罪捜査班（ウォン二等兵）
- エレメンタリー7 ホームズ&ワトソン in NY ザ・ファイナル
- LA's FINEST/ロサンゼルス捜査官（ベン・ベインズ〈デュアン・マーティン〉[18]）
- オールモスト・ネバー 夢みるバンド物語（2022年、ダン〈ライアン・アーリー〉[19]）
- オビ＝ワン・ケノービ（ローケン〈オシェア・ジャクソン・Jr〉）
- カリフォルニケーション（ベン）
- 華麗なるペテン師たち（ダニー・ブルー〈マーク・ウォーレン〉）
- カンフー・プリンセス・ウェンディー・ウー（オースティン）
- 奇皇后 〜ふたつの愛 涙の誓い〜（チョチャム〈キム・ヒョンボム〉）
- キャシアン・アンドー（ゴーン中尉〈スーレ・リミ〉）
- グッド・ワイフ3（ディラン・スタック〈ジェイソン・ビッグス〉）
- クリミナル・マインド FBI行動分析課（マイケル、チャーリー、ジェフリー・コリンズ）
- クリミナル・マインド 特命捜査班レッドセル（マーティン）
- 刑事ルーサー（ジョン・ルーサー〈イドリス・エルバ〉[20]）
- コールドケース6（ジェームズ・ヴァレンタイン〈シャリフ・アトキンス〉）
- コールドケース7 ザ・ファイナル（ボビー）
- コバート・アフェア シーズン2（リトル・マグナス）
- ザ・ケージ（ボス<フランク・ガスタンビドゥ>）
- ザ・プレイヤー〜究極のゲーム〜（カル〈デイモン・ガプトン〉）
- ザ・ルーキー:FEDS FBI新米捜査官ファイル（マット・ガーザ〈フェリックス・ソリス〉[21]）
- CSI:ニューヨーク7（ボビー・レントン）
- CSI:マイアミ10 ザ・ファイナル（メイソン）
- シカゴホープ シーズン5（イエーツ）
- 私立探偵マグナム（トーマス・マグナム〈ジェイ・ヘルナンデス〉[22]）
- 新入社員（カン・ホ〈ムン・ジョンヒョク〉）
- JUSTIFIED 俺の正義（レイラン・ギヴンズ連邦保安官〈ティモシー・オリファント〉）
- スターゲイト SG-1（キャメロン・ミッチェル〈ベン・ブロウダー〉）
- ダークエイジ・ロマン 大聖堂（アルフレッド〈リアム・ギャリガン〉）
- 太王四神記（カムドン〈キム・グァンヨン〉）
- TOUCH/タッチ（タクシー運転手）
- ダメージ2（フィン・ギャリティ）
- CHASE/逃亡者を追え!（アダム・ロスチャイルド）
- チャームド 〜魔女3姉妹〜 ファイナル・シーズン（戌年）
- ディフェンダーズ 闘う弁護士（アーロン・エールス）
- デスパレートな妻たち（ジョン・ローランド〈ジェシー・メトカーフ〉）
- ナース・ジャッキー（サム〈アルジュン・グフタ〉）
- PERSON of INTEREST 犯罪予知ユニット シーズン4 #20
- バーン・ノーティス 元スパイの逆襲（アダム・スコット〈ダニー・ピノ〉）
- HAWAII FIVE-0
  - シーズン1 #20（ショーン〈ジェームズ・キーソン・リー〉）
  - シーズン5 #25（ジョッシュ・ベネット〈ジェフリー・ノードリング〉）
- HEROES #57（若い頃のチャールズ・デヴォー）
- フラッシュポイント -特殊機動隊SRU-（ペタル・トマシッチ）
- 弁護士イーライのふしぎな日常（オスカー・ラミレス）
- ホワイトカラー（ジェームズ・ローランド〈ダニー・マスターソン〉）
- 戰神 MARS（陳暁彦〈ワン・チュアンイー〉）
- マーダーズ・イン・ビルディング[23]
- マンダロリアン（クイン）
- ミストレス（ハリー）
- ミス・マープル3 無実はさいなむ（ミッキー）
- ミス・マープル4 魔術の殺人（スティーブン・レスタリック〈リアム・ギャリガン〉）
- レ・ミゼラブル（ジャベール警部〈デヴィッド・オイェロウォ〉[24]）
- ロズウェル - 星の恋人たち（マックス・エバンズ〈ジェイソン・ベア〉）
- ロビンソン一家漂流記（エルンスト・ロビンソン〈キーレン・ハッチソン〉）
- 私はラブ・リーガル（トニー・ニカストロ〈デヴィッド・デンマン〉）

#### アニメ
- インクレディブル・ファミリー（黒髪刑事[25]）
- おさるのジョージ（ハウリング・ハル）
- ザ・シンプソンズ
- スパイダーマン:フレンドリー・ネイバーフッド(ドクター・オクトパス / オットー・オクタビアス)
- ドラゴン・テイルズ（オード）

### テレビドラマ
- 熱中時代 第2シリーズ（1980年 - 1981年）
- ロボット8ちゃん 第30話（1982年） - テツジ 役
- 宇宙刑事ギャバン 第39話「学校から帰ったらぼくの家はマクー基地」（1983年） - 山口ツトム
- ハウスこども劇場「お母さんの生まれた家・母と子の再会（1983年） - 利行 役
- 熱血あばれはっちゃく（1982年 - 1983年） - 第34話「吠えろ!やせ犬㋪作戦」塚田もんた 役
- 痛快あばれはっちゃく（1983年 - 1985年） - 主演・桜間長太郎 役
- 逆転あばれはっちゃく（1985年） - 第12話「クシャミ拳 はっちゃく勢揃い」坂井四郎 役
- おふくろシリーズ 第7作（1985年）
- おんな風林火山（1986年） - 織田勝長 役
- 痛快!婦警候補生やるっきゃないモン!（1987年） - 早見健一 役
- 五稜郭（1988年） - 中島英次郎 役
- 砂の上のロビンソン（1988年）
- 舞妓さんは名探偵!（1988年） - 小林和彦 役
- 江戸中町奉行所（1990年）
- 長七郎江戸日記 第3シリーズ 第15話「辰が惚れた女」（1991年） - 源之助 役
- 幕府お耳役檜十三郎 第8話「恋文代筆仕り候」（1991年）
- はぐれ刑事純情派（1991年） ‐ 平野忠夫 役
- 鬼平犯科帳 第3シリーズ 第12話「隠居金七百両」（1992年） - 阿部弥太郎 役
- 火曜サスペンス劇場「女監察医・室生亜季子24・死因に異議あり」（1998年）- 吉崎晋 役
- 暴れん坊将軍X 第11話「女商人の悲しき再会! 兄は盗賊、弟は同心」（2000年） - 三宅又七郎 役

### 映画
- 日活児童映画「まってました転校生!」
- 螢川（1987年）- 水島竜夫 役